# How Big, How Blue, How Beautiful
How Big, How Blue, How Beautiful — третий студийный альбом британской инди-рок-группы Florence and the Machine, выпущенный 29 мая 2015 года в Германии и 1 июня 2015 года в Великобритании. Альбом получил пять номинаций на премию Грэмми и попал в шорт-лист премии Mercury Prize.

## Список композиций
Слова и музыка всех песен — Флоренс Уэлч, за исключением отмеченных.
| №   | Название                           | Автор(ы)              | Длительность |
| --- | ---------------------------------- | --------------------- | ------------ |
| 1.  | «Ship to Wreck»                    | Уэлч Кид Харпун       | 3:54         |
| 2.  | «What Kind of Man»                 | Уэлч Харпун Джон Хилл | 3:36         |
| 3.  | «How Big, How Blue, How Beautiful» | Уэлч Изабелла Саммерс | 5:34         |
| 4.  | «Queen of Peace»                   |                       | 5:07         |
| 5.  | «Various Storms & Saints»          |                       | 4:09         |
| 6.  | «Delilah»                          |                       | 4:53         |
| 7.  | «Long & Lost»                      |                       | 3:15         |
| 8.  | «Caught»                           |                       | 4:24         |
| 9.  | «Third Eye»                        |                       | 4:20         |
| 10. | «St Jude»                          |                       | 3:45         |
| 11. | «Mother»                           |                       | 5:49         |

| №   | Название                | Автор(ы)     | Длительность |
| --- | ----------------------- | ------------ | ------------ |
| 12. | «As Far as I Could Get» | Уэлч Саммерс | 4:06         |

| №   | Название                                  | Автор(ы)     | Длительность |
| --- | ----------------------------------------- | ------------ | ------------ |
| 12. | «Hiding»                                  |              | 3:52         |
| 13. | «Make Up Your Mind»                       |              | 4:01         |
| 14. | «Which Witch»                             |              | 4:19         |
| 15. | «Third Eye» (Demo)                        |              | 4:15         |
| 16. | «How Big, How Blue, How Beautiful» (Demo) | Уэлч Саммерс | 4:32         |

## Над альбомом работали
| Florence and the Machine - Флоренс Уэлч — вокал, бас - Изабелла Саммерс — фортепиано, бэк-вокал - Роберт Акройд — гитара - Кристофер Ллойд Хэйден — ударные, бэк-вокал, перкуссия - Том Монджер — арфа, бас-гитара - Марк Сондерс — бэк-вокал, бас-гитара | Другие участники - Маркус Дравс — продюсирование - Пол Эпворт — продюсирование («Mother») - Уилл Грегори — brass arrangement |